# Londons stadsmur

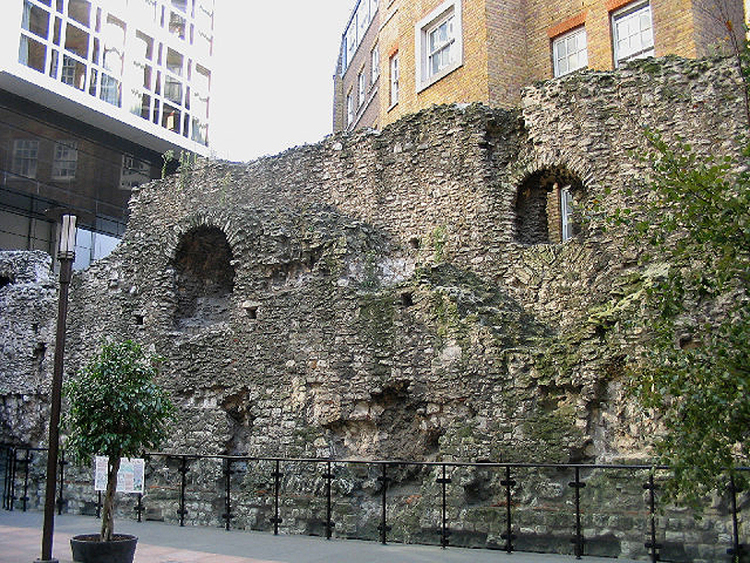
Ett återstående fragment av den ursprungliga muren från 200-talet.

Londons stadsmur uppfördes av romarna runt Londinium på Themsens norra strand och underhölls sedan fram till 1800-talet. Fram till senmedeltiden definierade muren staden Londons gräns. Den började uppföras någon gång åren 190-225 och slutfördes omkring år 400, och blev därmed det sista större byggnadesprojekt romarna företog sig i Storbritannien. Den del av muren som låg längs floden raserades mycket tidigare än muren mot landsbygden och sentida historiker var inte säkra på om den någonsin hade funnits till dess man hittade privilegiebrev från omkring år 890 som omnämner den.